# Brachypotherium
Brachypotherium ist eine Gattung ausgestorbener Nashörner, deren Vertreter im Mittleren und Oberen Miozän vor 17 bis 4 Millionen Jahren über weite Teile Europas, Asiens und Afrikas verbreitet waren. Die Tiere waren charakteristisch kurzbeinig und besaßen keine Hornbildung. Mit einem geschätzten Lebendgewicht von 5 t gehörten sie zu den größten bekannten Nashörnern. Sie lebten in offenen Waldlandschaften und ernährten sich von weicher Pflanzenkost.

## Merkmale
Die Vertreter von Brachypotherium waren große bis sehr große Nashörner mit einem plumpen Körperbau, einem kurzen Schädel und relativ kurzen Gliedmaßen, welche jeweils in drei Zehen enden. Mit einem geschätzten Körpergewicht von teilweise über 5 t waren sie die größten Nashornvertreter ihrer Zeit und neben den Arten der Gattung Elasmotherium die größten bekannten Nashornformen aus der Stammesgeschichte dieser Säugetiergruppe.
Der Schädel der Brachypotherium-Arten war relativ kurz und besaß einen keilartigen Umriss. Weiterhin wies er in der Seitenansicht eine recht flache Form auf. Die Länge betrug bis zu 71 cm. Das Hinterhauptsbein zeigte eine recht kurze und rechtwinklige Gestalt und war im hinteren Bereich teils gerundet. Auch das Nasenbein war relativ kurz und erreichte bis zu 12 cm Länge. Es besaß keine Aufrauungen an der Oberfläche, dass man davon ausgehen kann, dass die Brachypotherium-Arten wohl kein Horn besaßen. Weiterhin war das Nasenbein nicht mit dem Zwischenkieferknochen verbunden, sondern endete rund 15 cm vor dessen vorderer Kante. Markant waren auch die recht weit vorne liegenden Augenhöhlen, die sich oberhalb des zweiten Molaren befanden.
Der Unterkiefer wurde mindestens 45 cm lang und war sehr massiv mit einem bis zu 9 cm hohen Knochenkörper und breiten Gelenkenden. Das Gebiss war vor allem im vorderen Bereich deutlich reduziert. Die Zahnformel für ausgewachsene Tiere lautet: {\displaystyle {\frac {1.0.4.3}{1.0.4.3}}}. Eine markante Form besaßen die konischen und mit bis zu 11 cm sehr langgestreckten unteren Schneidezähne, welche leicht gebogen waren, so dass die Spitzen nach oben wiesen und dadurch kleinen Stoßzähnen ähnelten. Allerdings waren die Wurzeln der Schneidezähne relativ kurz. Die oberen Schneidezähne waren dagegen flach geformt. Die hintere Bezahnung wies eher niedrige Zahnkronen auf (brachyodont), erreichte aber teilweise auch eine moderate Höhe der Zähne. Diese waren recht primitiv gebaut, besaßen aber einzelne anatomische Besonderheiten. Darüber hinaus ähnelten die Prämolaren den Molaren, waren also deutlich molarisiert. Die Prämolaren und Molaren wiesen dabei sehr breite Kauflächen auf. Am größten waren dabei die beiden letzten Backenzähne, die bis über 6 cm lang wurden.
Charakteristischstes Merkmal des Körperskelettes waren die gekürzten Gliedmaßen. So war der Oberarmknochen kräftig massiv und wurde rund 49 cm lang, der Radius bis zu 36 cm. Der Oberschenkelknochen erreichte 47 cm Länge, das Schienbein dagegen bis zu 35 cm. Sowohl die vorderen als auch die hinteren Gliedmaßen endeten – wie bei den heutigen modernen Nashörnern – in je drei Zehen, wobei der Mittelstrahl (Metapodium III) am stärksten ausgebildet war und an der Hand 18 cm (Metacarpus), am Fuß 16 cm (Metatarsus) lang wurde. Im Gegensatz zu anderen dreizehigen Nashörnern war der zweite Strahl (Metapodium II) aber kaum verkleinert.

## Fundorte
Fossilreste von Brachypotherium sind vor allem aus Mittel-, West- und Südeuropa, West- und Zentralasien sowie aus Afrika bekannt, wo sie allgemein eine recht weite Verbreitung erreichten. In Deutschland gelangen Funde überwiegend in den südlichen Landesteilen. So sind sie in den Dinotheriensanden bei  Eppelsheim entdeckt worden, aber auch in der Oberen Süßwassermolasse kamen Fossilien zu Tage, so in Steinheim am Albuch. Es liegen aber meist nur Einzelfunde vor. Aus Österreich sind Fossilien aus Atzelsdorf nordöstlich von Wien beschrieben worden. Zahlreiches postcraniales Skelettmaterial kam in Dúbravska-Pole in der Slowakei zu Tage. Herausragend sind die Überreste von Simorre in Frankreich, die neben Schädelfunden auch umfangreiche Reste des Körperskelettes einschließen. Ebenfalls häufig sind Funde von Zahn- und Knochenresten aus Spanien, aber auch aus Südosteuropa.
Aus Asien stammen zahlreiche und herausragende Funde aus Anatolien, so von den Hominoidenfundstellen Pasalar und Çandir, sowie aus der Sinap-Formation und umfassen sowohl Schädelfragmente als auch postcraniale Skelettelemente. Alle diese Funde gehören weitgehend dem Mittleren Miozän an. Zahlreiche, häufig aber fragmentierte Fossilien sind aus den Siwaliks in Pakistan bekannt, wo sie der Kamlial- und Chinji-Formation zugewiesen werden. Weiterhin erwähnenswert sind Kiefer- und Gliedmaßenfragmente aus spätmittel- bis obermiozänen Ablagerungen des Irrawaddy in Burma. Neben Fossilien aus Nordafrika gehören zu den bedeutendsten Funden dieses Kontinents ein jeweils nahezu vollständiger Schädel aus Lothagam und Buluk, beide in Kenia, während ein Unterkieferfragment aus Namibia zu den südlichsten Funden dieser Nashorngattung gehört.
Aus Japan berichtete und damit deutlich isolierte Funde, so einzelne Zähne, aber auch ein Unterkiefer aus verschiedenen mittel- und obermiozänen Gesteinsablagerungen im Osten der Insel Honshū, wurden ursprünglich ebenfalls zu Brachypotherium gestellt, gehören aber höchstwahrscheinlich anderen Formen der Nashörner an.

## Paläobiologie
Die teils niederkronigen Backenzähne weisen Brachypotherium als eine Gattung von Pflanzenfressern mit Spezialisierung auf weiche Pflanzenkost wie Blätter, Zweige oder Knospen aus. Die typischen Schleifmuster an den Zähnen lassen aber auch einen gewissen Anteil an harter Grasnahrung vermuten. Der Lebensraum dieser Nashörner dürften Wälder mit einem gewissen Anteil an Offenland gewesen sein. Der Bau der Gliedmaßen, vor allem aber auch der Hand- und Fußknochen, spricht weiterhin für eine Fortbewegung in offenerem Gelände, sumpfige Gebiete wurden daher wohl selten aufgesucht. Eine häufig postulierte semi-aquatische Lebensweise, wie sein flusspferdartiger Habitus annehmen ließe, wurde bisher nicht nachgewiesen. Die häufige Assoziation von Brachypotherium mit den Rüsseltiervertretern der Gattung Deinotherium, die eine ähnliche Landschaft bevorzugten, belegt diese Ansichten.

## Systematik
Brachypotherium ist eine Gattung aus der Familie der Nashörner (Rhinocerotidae). Innerhalb dieser gehört sie der Unterfamilie der Aceratheriinae an, einer Gruppe von häufig hornlosen Tieren. In der Regel wird Brachypotherium der Tribus der Teleoceratini zugewiesen, deren Mitglieder durch verkürzte Beine ausgezeichnet sind. Allerdings stellt Brachypotherium dabei einen eher konservativen Zweig der Tribus dar, da die Gattung trotz der Ausbreitung offener Landschaften keine deutliche Spezialisierung auf harte Pflanzenkost durchlief und so ihre meist niederkronigen Backenzähne weitgehend behielt. Auch die Kürzungen der Gliedmaßen fielen deutlich geringer als beim nahe verwandten und gleichzeitigen, aber in Nordamerika lebenden Teleoceras aus.
Mehrere Arten wurden von Brachypotherium beschrieben, folgende sind davon heute gültig:
- B. brachypus (Lartet, 1837)
- B. fatehjangense (Pilgrim, 1910)
- B. goldfussi (Kaup, 1834)
- B. heinzelini Hooijer, 1963
- B. lewisi Hooijer, 1972
- B. minor Geraads & Miller, 2013
- B. perimense (Falconer & Cautley, 1847)
- B. pugnator (Matsumoto, 1921)
- B. shanwangensis, Wang, 1965
- B. snowi Fourtau, 1918

Ursprünglich auch aus dem Untermiozän beschriebene Arten wie B. aurelianense werden heute weitgehend zu Prosantorhinus gestellt, andere zu Diaceratherium. Das einst als amerikanischer Vertreter angesehene B. americanum wurde inzwischen der nur dort vorkommenden Gattung Teleoceras zugeordnet. Problematisch ist die Art B. fatehjangensis, die ursprünglich, im Jahr 1910, von Guy Ellcock Pilgrim basierend auf einem Oberkieferfragment aus Fatehjang im heutigen Punjab kreiert worden war. Pilgrim brachte sie mit Teleoceras in Verbindung. Im Jahr 1972 verwies sie Kurt Heissig aber unter Berufung auf Zahn- und Gliedmaßenfunde aus den Siwaliks zur mit Brachypotherium nahe verwandten Form Aprotodon, was einige Wissenschaftler befürworten. Wiederum andere Forscher sehen sie aber als Vertreter von Brachypotherium an.
Die Erstbeschreibung von Brachypotherium erfolgte 1904 von O. Roger, die er anhand von Funden aus den Dinotheriensanden vornahm. Allerdings hatte Roger schon vorher den Namen in einem unveröffentlichten Manuskript benutzt. Die teilweise schon recht früh beschriebenen Brachypotherium-Arten wurden häufig zunächst anderen Nashorngattungen wie Rhinoceros, Teleoceras oder Aceratherium zugewiesen. Der Name Brachypotherium leitet sich von den griechischen Wörtern βραχύς (brachýs „kurz“), πούς (pous „Fuß“) sowie θηρίον (thērion „Tier“) ab und bezieht sich auf die kurz ausgebildeten Gliedmaßen der Tiere.

## Stammesgeschichte
Das erste Auftreten von Brachypotherium war zu Beginn des Mittleren Miozän. Möglicherweise ging die Gattung aus der Vorgängerform Prosantorhinus aus dem Untermiozän hervor. Frühe Funde stammen aus den Siwaliks in Zentralasien und dem westlichen Europa. Die weiteste Verbreitung erreichte sie im Obermiozän, wo Vertreter der Gattung in Asien, Europa und Afrika vorkamen. Das letzte Auftreten dieser Nashorngattung in Europa ist vor rund 8 Millionen Jahren verbürgt, wo es noch von Fundstellen in Bulgarien bekannt ist. Die jüngsten Funde wurden im östlichen Afrika entdeckt und werden ins frühe Pliozän vor rund 4,2 Millionen Jahren datiert.